# Noël Gaussail

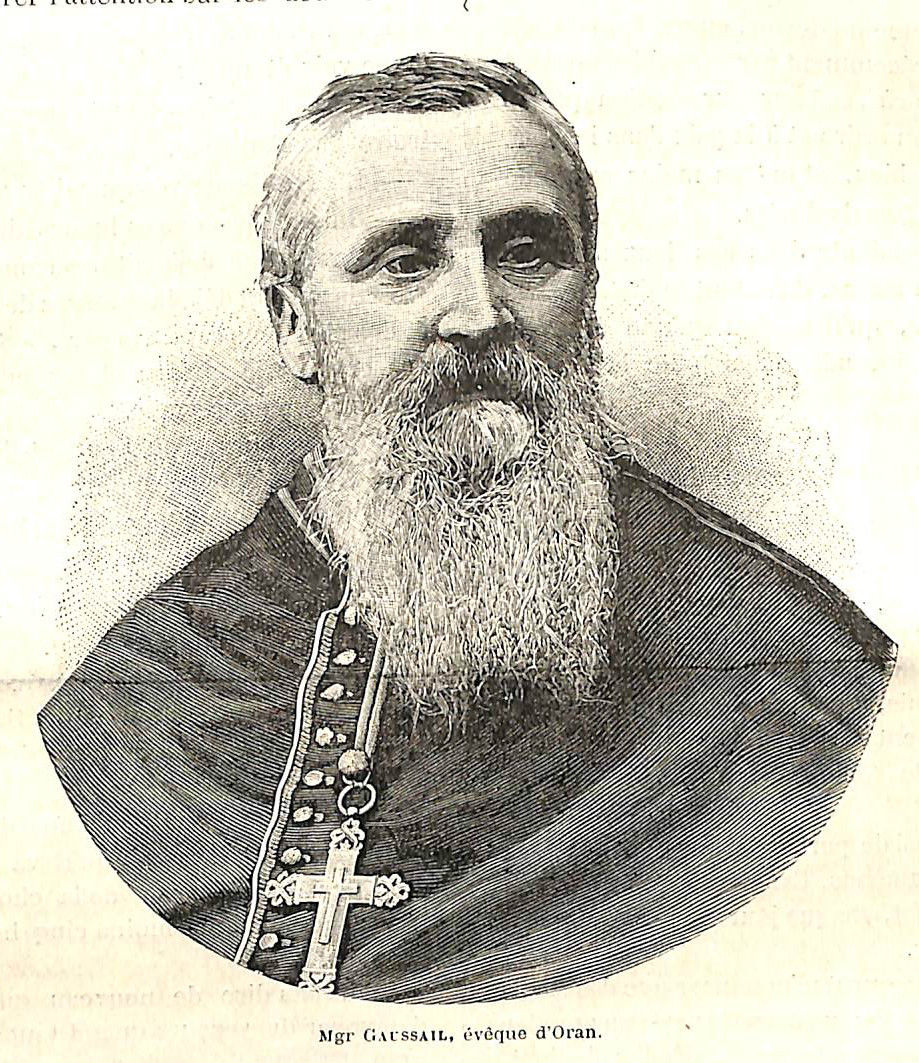
Bischof Noël Gaussail (1884)

Bischofswappen von Bischof Noël Gaussail

Noël-Mathieu-Victor-Marie Gaussail (* 24. Dezember 1825 in Beaupuy, Département Tarn-et-Garonne; † 16. Februar 1899 in Perpignan, Département Pyrénées-Orientales) war ein französischer Geistlicher und römisch-katholischer Bischof von Perpignan-Elne.

## Leben
Noël Gaussail empfing am 19. März 1852 das Sakrament der Priesterweihe.
Am 21. Februar 1884 wurde er zum Bischof von Oran ernannt und am 27. März desselben Jahres präkonisiert. Die Bischofsweihe spendete ihm am 1. Mai 1884 in Philippeville der Erzbischof von Algier und Karthago, Charles Martial Lavigerie; Mitkonsekratoren waren der Bischof von Marseille, Joseph-Jean-Louis Robert, und der Bischof von Constantine-Hippone, Barthélemy Clément Combes.
Am 2. März 1886 wurde Gaussail zum Bischof von Perpignan-Elne ernannt. Nach der Präkonisation am 10. Juni 1886 erfolgte am 21. Juli 1886 die Inthronisation im Bistum. Bischof Noël Gaussail blieb bis zu seinem Tod am 16. Februar 1899 als Bischof im Amt.